# Anna Shcherbakova
Anna Stanislávovna Shcherbakova (en ruso: Анна Станиславовна Щербакова; Moscú, 28 de marzo de 2004) es una deportista rusa que competía en patinaje artístico, en la modalidad individual. Es campeona olímpica, mundial, europea y rusa.
Participó en los Juegos Olímpicos de Pekín 2022, obteniendo una medalla de oro en la prueba individual.
Ganó una medalla de oro en el Campeonato Mundial de Patinaje Artístico sobre Hielo de 2021 y dos medallas en el Campeonato Europeo de Patinaje Artístico sobre Hielo, en los años 2020 y 2022.
Además, ha obtenido algunas victorias en el Grand Prix: Skate America (2019), Copa de China (2019) y Trofeo Internacional de Francia (2021), entre otras.

## Palmarés internacional
| Juegos Olímpicos   | Juegos Olímpicos   | Juegos Olímpicos | Juegos Olímpicos |
| Año                | Lugar              | Medalla          | Prueba           |
| ------------------ | ------------------ | ---------------- | ---------------- |
| 2022               | Pekín (China)      | Medalla de oro   | Individual       |
| Campeonato Mundial |                    |                  |                  |
| Año                | Lugar              | Medalla          | Categoría        |
| 2021               | Estocolmo (Suecia) | Medalla de oro   | Individual       |
| Campeonato Europeo |                    |                  |                  |
| Año                | Lugar              | Medalla          | Categoría        |
| 2020               | Graz (Austria)     | Medalla de plata | Individual       |
| 2022               | Tallin (Estonia)   | Medalla de oro   | Individual       |